# Mordkommission Berlin 1
Mordkommission Berlin 1 ist ein Fernsehfilm aus dem Jahre 2015 von Regisseur Marvin Kren. Der Krimi mit Friedrich Mücke und Tobias Moretti in den Hauptrollen spielt im Berlin der 1920er Jahre und handelt vom Kampf eines Kriminalkommissars gegen einen Unterweltboss. Der Film orientiert sich lose an der Geschichte des Berliner Polizeibeamten Ernst Gennat.

## Handlung
Paul Lang ist der Leiter der Berliner Mordkommission 1. Er hat seine Frau und seine Tochter bei einem Mordanschlag verloren, bei dem er selbst schwer verletzt wurde. Seitdem ist er traumatisiert und morphiumsüchtig. Hinter dem Anschlag steckte Immanuel Tauss, Boss der Krokodile, eines Berliner Verbrechersyndikats und Ringvereins. Tauss sitzt inzwischen in Moabit im Gefängnis, aber nicht wegen des Mordes, der nie aufgeklärt wurde, sondern wegen Steuerhinterziehung, Prostitution und Rauschgifthandels. Seit seiner Verurteilung leitet Victor Parkov die Krokodile. Parkov hatte Tauss an die Polizei verraten, er ist zudem mit Irma Berger, Chefin des Variétés Irrgarten, liiert.
Staatsanwalt Barnekow, guter Freund von Lang, wird zerfleischt und tot im Krokodilgehege des Berliner Zoos gefunden. Noch am Vorabend hatte Lang mit Barnekow eine Auseinandersetzung während eines Besuchs im Irrgarten, bei der es um den in Langs Augen zu laschen Umgang Barnekows mit den Ringvereinen ging.
Lang verdächtigt sofort Tauss, aus dem Gefängnis heraus den Mord geplant zu haben. Doch dann meldet sich eine Tänzerin des Variétés, die die Auseinandersetzung zwischen dem Kommissar und dem Staatsanwalt mitgehört hat, und Lang gerät selbst unter Verdacht. Er befragt Irma Berger, der er im weiteren Verlauf persönlich näherkommt und mit der er eine Nacht verbringt. Außerdem besucht er Tauss im Gefängnis, um ihn mit den Anschuldigungen zu konfrontieren und um ihm Informationen über seinen Verbindungsmann zu entlocken, jedoch vergeblich. Er nimmt Verbindung zu Parkov auf und bringt ihn dazu, der Polizei zu helfen.
Conrad Ruppert, Langs Mitarbeiter, ist von Tauss’ Schuld nicht überzeugt und zunehmend unsicher, ob sein Chef nicht einem Hirngespinst nachjagt. Doch schließlich kann Lang mit Parkovs Hilfe den Verbindungsmann, einen Gefängniswärter, identifizieren. Der identifiziert Masha Kampe, Langs Assistentin, als Komplizin und Auftraggeberin. Sie ist, wie Lang schnell herausfindet, die Tochter von Tauss.
In der Zwischenzeit ist die Zeugin von einer unbekannten Person ermordet worden. Abermals gerät Lang unter Verdacht. Masha platziert zudem eine Spritze mit abgebrochener Nadel in Langs Wohnung, ein Indiz dafür, dass Lang der Mörder von Barnekow ist, denn in dessen Körper wurde ein Spritzennadelfragment gefunden. Daraufhin wird Lang verhaftet und ins Gefängnis gesteckt.
Dadurch hat Tauss einen Widersacher kaltgestellt und bricht mit Hilfe eines zuvor in seine Zelle geschmuggelten Fingermessers aus dem Gefängnis aus. Mit Mashas Hilfe entführt er Irma Berger und nimmt mit ihr als Druckmittel schließlich das Hauptquartier der Krokodile ein, in dem sich Parkov mit seiner Mannschaft aufhält. Er schafft es, einen Teil seiner ehemaligen Weggefährten wieder um sich zu scharen, und flieht durch die Kanalisation. Parkov nimmt die Verfolgung auf, wird aber durch eine Bombe schwer verletzt.
Inzwischen hat aber Lang es geschafft, Ruppert von seiner Unschuld zu überzeugen. Gemeinsam erreichen sie das Hauptquartier der Krokodile und befreien Irma Berger aus der Gewalt von Masha Kampe. Masha, in die sich Ruppert verliebt hatte, wird dabei von Lang erschossen. Die beiden können Tauss stellen, der beim Zweikampf mit Lang von diesem getötet wird.
Am Ende sind Lang, Ruppert und der im Gesicht schwer entstellte Parkov wie zu Beginn wieder im Irrgarten, wo Irma Berger singt.

## Rezeption

### Einschaltquote
Die Erstausstrahlung von Mordkommission Berlin 1 am 1. Dezember 2015 erreichte einen Marktanteil von 8,1 % in der werberelevanten Zielgruppe der 14- bis 49-Jährigen und 8,5 % beim Gesamtpublikum. Insgesamt kam der Film auf 2,41 Millionen Zuschauer.

### Kritiken
Die Kritiken fielen weitgehend positiv aus. Elmar Krekeler spricht in der Welt von „Weltklasseniveau“ und attestiert Friedrich Mücke „eine erhebliche Tom-Cruisehaftigkeit (was in dem Fall eine extreme Auszeichnung sein soll)“, Oliver Masucci „Mads Mikkelsensche Süffisanz und Körperlichkeit“ und Tobias Moretti eine „mefistofelische“ Darstellung. Susanne Wittlich schreibt im Focus, Marvin Kren sei „ein spannendes Gangsterdrama gelungen, das sich Motiven und Bildern aus Hollywood-Klassikern“ bediene, und vergleicht den Showdown in der Kanalisation mit Der dritte Mann. Michael Hanfeld spricht in der FAZ von „Tableaus, bei denen man an Max Beckmann denkt, und Figuren, die Alfred Döblins Berlin Alexanderplatz entstiegen scheinen“, und bescheinigt dem Film „eine packende Story, überzeugende Figuren, eine starke Besetzung, satte Bilder“.
Dagegen meint Daland Segler in seiner Kritik für die Frankfurter Rundschau, der Film leide „an Schwächen des Drehbuchs“, folge „ziemlich konventionell den Genre-Usancen“, und „Lücken bei Logik und Moviven (sic!) lassen die Konstruktion dieser Räuber- und Gendarm-Erzählung nur um so deutlicher durchscheinen“.

### Auszeichnungen und Nominierungen

#### Auszeichnungen
- 2016
  - Deutscher Fernsehpreis in der Kategorie Beste Musik für Stefan Will und Marco Dreckkötter
  - Deutscher Fernsehpreis in der Kategorie Beste Ausstattung für Max Wohlkönig (Kostüm) sowie Matthias Müsse und Tilman Lasch (Szenenbild)
  - Romy in der Kategorie Beste Regie TV-Film für Marvin Kren
  - Romy in der Kategorie Bester Produzent TV-Film für Quirin Berg, Sigi Kamml und Max Wiedemann

#### Nominierungen
- 2016
  - Deutscher Fernsehpreis in der Kategorie Bester Fernsehfilm
  - Deutscher Fernsehpreis in der Kategorie Bester Schauspieler für Tobias Moretti
  - Deutscher Fernsehpreis in der Kategorie Bester Schauspieler für Friedrich Mücke
  - Deutscher Fernsehpreis in der Kategorie Beste Schauspielerin für Antje Traue